# Atletismo nos Jogos Olímpicos de Verão de 1900 - Lançamento de martelo masculino
A competição do lançamento de martelo masculino fez parte do programa do atletismo nos Jogos Olímpicos de Verão de 1900. Aconteceu no dia 16 de julho. Cinco atletas de dois países competiram.

## Medalhistas
| Ouro   | USA John Jesus Flanagan |
| Prata  | USA Truxtun Hare        |
| Bronze | USA Josiah McCracken    |

## Resultados
| Pos. | Atleta               | Distância    |
| ---- | -------------------- | ------------ |
|      | USA John Flanagan    | 51.01 m      |
|      | USA Truxtun Hare     | 46.26 m      |
|      | USA Josiah McCracken | 43.58 m      |
| 4    | SWE Erik Lemming     | Desconhecido |
| 5    | SWE Karl Staaf       | Desconhecido |